# Crellomima incrustans
Crellomima incrustans är en svampdjursart som beskrevs av Jörn Hentschel 1929. Crellomima incrustans ingår i släktet Crellomima och familjen Crellidae. Inga underarter finns listade i Catalogue of Life.